# Mimosybra baloghi
Mimosybra baloghi là một loài bọ cánh cứng trong họ Cerambycidae.